# Paraíso das Águas (ort)
Paraíso das Águas är en ort i Brasilien.   Den ligger i kommunen Paraíso das Águas och delstaten Mato Grosso do Sul, i den södra delen av landet, 600 km sydväst om huvudstaden Brasília. Paraíso das Águas ligger 594 meter över havet och antalet invånare är 4 273.
Terrängen runt Paraíso das Águas är platt åt nordost, men åt sydväst är den kuperad. Runt Paraíso das Águas är det mycket glesbefolkat, med 3 invånare per kvadratkilometer..
Omgivningarna runt Paraíso das Águas är huvudsakligen savann.